# Florent Brayard
Pour les articles homonymes, voir Brayard.
Florent Brayard, né le 13 septembre 1967, est un chercheur et un historien français. Directeur de recherche au CNRS, il est spécialiste du nazisme, du génocide des juifs et du négationnisme.

## Biographie
En 2002, Florent Brayard obtient un doctorat en histoire à l'Institut d'études politiques de Paris avec une thèse intitulée La « solution finale de la question juive » : historiographie, technique de mise à mort et chronologie et rédigée sous la direction de Jean-Pierre Azéma. Recruté en tant que chargé de recherche au CNRS, il est affecté à l'Institut d'histoire du temps présent (IHTP) puis détaché, à compter d'avril 2006, au Centre Marc-Bloch, à Berlin[réf. nécessaire].
Il est nommé directeur de recherche au CNRS en 2013. La même année, il est nommé directeur du Centre de recherches historiques (CRH) de l'École des hautes études en sciences sociales (EHESS).
Après s'être intéressé à la question du négationnisme, en particulier à travers la figure du fondateur de ce mouvement Paul Rassinier, il s'est consacré à l'histoire des politiques de persécution et d'extermination des juifs. De 2001 à 2004, il fait partie de la commission sur le racisme et le négationnisme à l'université Jean-Moulin-Lyon-III présidée par Henri Rousso.
Dans Auschwitz, enquête sur un complot nazi, il soutient qu'un certain nombre de hauts responsables nazis ignoraient l’existence des camps de la mort et notamment que Goebbels pensa durant longtemps que les juifs déportés « à l'Est » étaient enfermés dans les camps dans l'attente d'une transplantation future. Christian Ingrao, directeur de l'Institut d'histoire du temps présent, désigne cette thèse comme « minoritaire » et « inédite », mais fournissant « une base de discussion potentielle ». De son côté, Claude Lanzmann, le réalisateur du film Shoah, a lui aussi pris une position de neutralité, refusant de polémiquer autour des hypothèses de Florent Brayard, et rappelant que dans le domaine de l'histoire de la Shoah « tout se déduit de formulations générales » présentes dans les sources, ce qui paraît ouvrir la voie, rétrospectivement, à une multiplicité d'interprétations historiographiques qui doivent être débattues.

## Publications

### Ouvrages
- Florent Brayard (préf. Pierre Vidal-Naquet), Comment l'idée vint à M. Rassinier : naissance du révisionnisme, Paris, Fayard, coll. « Sciences humaines », 1996, 464 p. (ISBN 978-2213595078).
- Florent Brayard, La Solution finale de la question juive : la technique, le temps et les catégories de la décision, Paris, Fayard, coll. « Histoire », 2004, 654 p. (ISBN 978-2213613635).La Solution finale de la question juive, Paris, Fayard, coll. « Pluriel », 2023, 656 p. (ISBN 978-2818506257).
- Florent Brayard, Auschwitz, enquête sur un complot nazi, Paris, Éditions du Seuil, coll. « L'Univers historique », 2012, 528 p. (ISBN 978-2-02-106033-1).Auschwitz, enquête sur un complot nazi, Paris, Éditions du Seuil, coll. « Points histoire », 2023, 720 p. (ISBN 978-2757886724).(es) Auschwitz: investigación sobre un complot nazi  (trad. Javier García Soberón), Barcelone, Arpa, 2019, 576 p. (ISBN 978-84-17623-01-2).

### Édition
- Florent Brayard et Andreas Wirsching (dir.), Historiciser le mal : une édition critique de Mein Kampf, Paris, Fayard, coll. « Histoire », 2021, 864 p. (ISBN 978-2213671185).